# 結婚の誓い

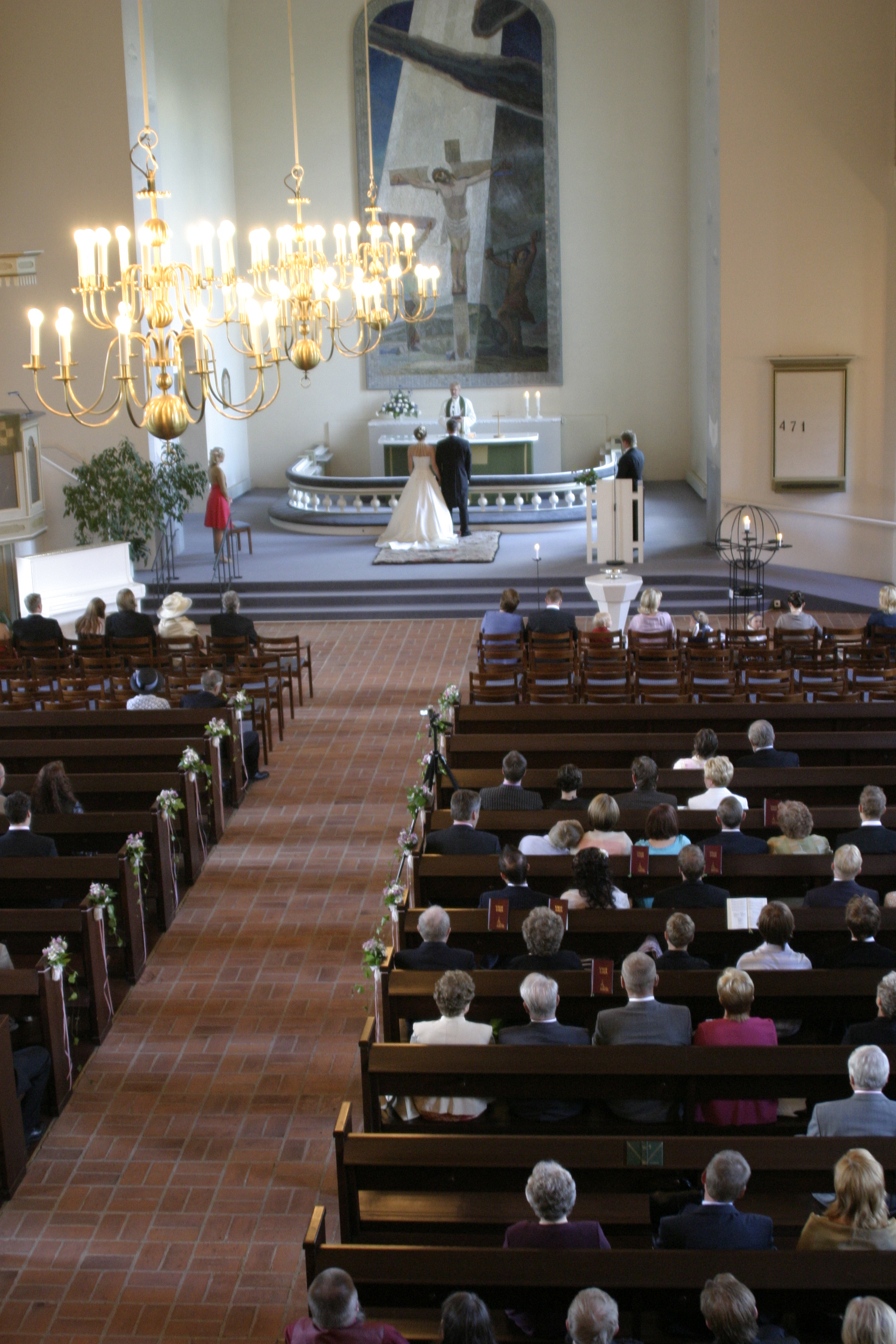
フィンランド、キウルヴェシのキウルヴェシ教会での結婚式（2007年7月）

結婚の誓い（けっこんのちかい、Marriage vows）は、結婚式の際に新郎新婦の間を取りなす神父などによって述べられる口上。

## 効力
結婚の誓いの口上を聴いた新郎または新婦は「誓います」と言うことで結婚に対する誓いを立てる。これによって、その結婚が成立する。一方、普遍的なものではなく、ほとんどの法域では必要ない。東方教会は結婚式で結婚の誓いを立てないため、キリスト教式の結婚においても必ず使われるわけではない。

## 文言
結婚の誓いの文言は以下のようなものである。